# Norbert Pohl (Künstler)
Norbert Pohl (* 15. Juni 1935 in Breslau; † 20. September 2003 in Berlin) war ein deutscher Grafiker und Holzgestalter.

## Leben und Werk

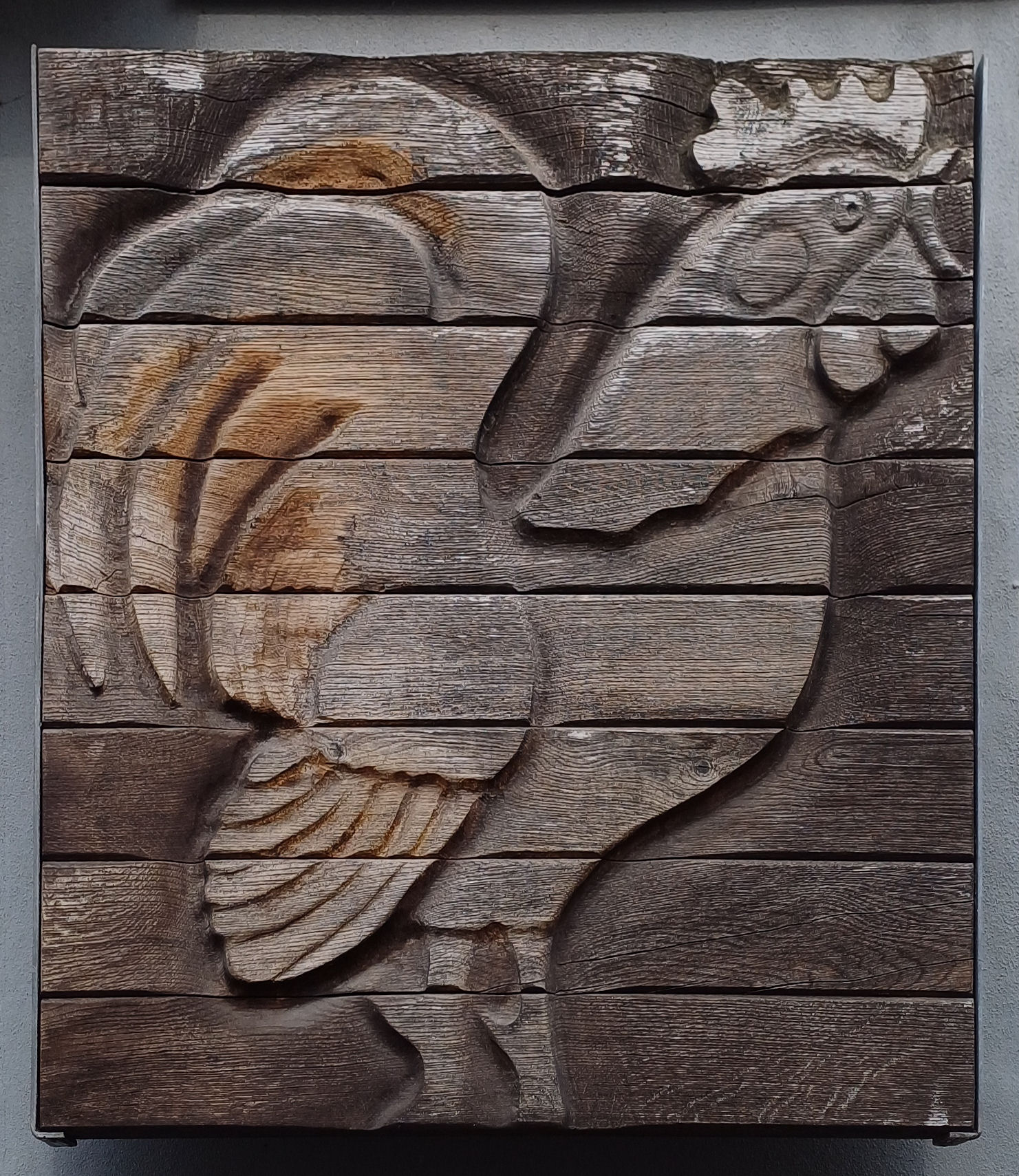
Relief in Berlin-Buch

Nach dem Abitur absolvierte Pohl von 1956 bis 1958 auf der Insel Rügen eine Maurerlehre. Von 1958 bis 1963 studierte er bei Ernst Rudolf Vogenauer, Werner Klemke, Arno Mohr und Klaus Wittkugel an der Hochschule für bildende und angewandte Kunst Berlin-Weißensee. Nach dem Abschluss als Diplomgrafiker beschäftigte er sich insbesondere mit Druckgrafik, Buch- und Plakatgestaltung. Von 1964 bis 1975 arbeitete er als Gebrauchswerber bei der DEWAG Berlin und beim Verlag Volk und Welt in Berlin. Ab 1964 unternahm er Studienreisen nach Bulgarien, Rumänien, Karelien, Georgien, Weißrussland, Polen und Finnland. Ab 1965 war er an einer bedeutenden Anzahl von Ausstellungen im In- und Ausland beteiligt, in der DDR u. a. von 1972 bis 1988 an der VII. bis X. Kunstausstellung der DDR in Dresden. Ab 1970 befasste er sich vor allem mit Buchillustrationen und schuf er Lithographien, wobei er sich ab 1971 intensiv mit dem Arche-Noah-Thema und der biblischen Jona-Geschichte beschäftigte.
Pohl war als Buch- und Plakatgestalter bekannt, ehe er sich 1972 dem Werkstoff Holz zuwandte. Ab 1976 arbeitete er in Berlin freiberuflich als Holzgestalter in seiner eigenen Werkstatt, daneben aber auch weiter als Plakatgestalter und Buchillustrator. Ab 1980 schuf Pohl eine Vielzahl von freien und baubezogenen Holzplastiken vor allem für Kindereinrichtungen, Schulen, Spielplätze, Gaststätten und Gesundheitseinrichtungen, u. a. für den Pionierpalast in Berlin und die Behinderteneinrichtung Katharinenhof in Großhennersdorf. Von 1990 bis 2003 stattete er Kliniken, Arztpraxen, Schulen und Naturstationen in Berlin, Brandenburg und Thüringen künstlerisch aus, u. a. die Kinderstation des Vivantes-Klinikums Berlin-Friedrichshain. Ab 1992 arbeitete er künstlerisch mit behinderten Kindern. 1993 war Pohl mit seiner Frau Mitbegründer des soziokulturellen Selbsthilfevereins zur Förderung von Kunst und Kultur ART und weise e.V. 1996/1997 gestaltete er eine Marionettenbühne für das Theater des Lachens in Frankfurt/Oder und das Staatliche Theater Gera. In seinem letzten Lebensjahr entwickelte Pohl künstlerische Holzspielzeuge als Prototypen für die Fertigung in Behindertenwerkstätten.
Pohl war bis 1990 Mitglied des Verband Bildender Künstler der DDR. Werke Pohls befinden sich u. a. im Märkischen Museum Berlin, im Spielzeugmuseum Sonneberg, in der Staatlichen Kunsthalle Karlsruhe, im Kindermuseum Brandenburg, im Stralsund Museum und im Museum of Contemporary Art Helsinki. Ein umfangreiches Depositum künstlerischer Arbeiten Pohls befindet sich in der Kinderbuchabteilung der Staatsbibliothek Berlin.
Pohl war seit 1968 mit der Diplomdesignerin und Textilgestalterin Gertraude Pohl (* 1940) verheiratet. Ihre Tochter Anna-Maria ist Architektin und Fotografin, die Tochter Eva-Maria Pohl Grafikdesignerin und Holzgestalterin. Gemeinsam betreiben sie in Berlin Prenzlauer-Berg weiter das Atelier Pohl.

## Ehrungen
- Mehrfach Ehrung im Wettbewerb „Die besten Plakate des Jahres“
- 1978 Goldene Plakette der Internationalen Buchkunst-Biennale Bratislava
- 1987 Preis der Biennale „Freunde der Kindheit“ in Warschau
- 1989 Preis im Wettbewerb „Schönste Bücher des Jahres“

## Werke (Auswahl)
- Illustrationen zu Gogol „Aufzeichnungen eines Wahnsinnigen“ (Lithographien; 1971; 1972/1973 ausgestellt auf der VII. Kunstausstellung der DDR)[2]
- Kauz (bemalte Drehfigur aus Holz, 1974/1975; 1977/1978 ausgestellt auf der VIII. Kunstausstellung der DDR)[3]
- Vogel im Nest (zweiteilige Drehfigur aus bemaltem Holz; 1974/1975; 1977/1978 ausgestellt auf der VIII. Kunstausstellung der DDR)[4]
- Zugmaschine mit Anhängern „Zirkus Anna M.“(Holzspielzeug; 1974/1975; 1977/1978 ausgestellt auf der VIII. Kunstausstellung der DDR)[5]
- Idylle (fünfteilige Drehfigur aus Holz; 1974; 1977/1978 ausgestellt auf der VIII. Kunstausstellung der DDR)[6]

### Künstlerbücher
- Klaus-Peter Hertzsch: Geschichte von Jona und der schönen Stadt Ninive. (1980. Mit Reproduktionen von acht Farblithografien und einer Originallithographie; Auflage 30 Ex.)

### Buchillustrationen (Auswahl)
- Hans Christian Andersen: Der fliegende Koffer. Märchen. Der Kinderbuchverlag, Berlin 1964.
- Erich Sielaff: Ein kurzweilig Lesen von Till Ulenspiegel. Der Kinderbuchverlag, Berlin 1971.
- Werner Bergengruen: Der Tod von Reval:. Kuriose Geschichten aus einer alten Stadt. Union Verlag, Berlin 1972.
- Heinz Kreißig u. a.: Sagen und Epen der Welt neu erzählt. Der Kinderbuchverlag, Berlin 1977.
- Horst Irrgang und Peter Zacher (Hrsg.): Din don deine – Lieder der Völker Europas. Songs of Peoples in Europe. Deutscher Verlag für Musik, 1978.
- Nikolai Nossow: Nimmerklug im Knirpsenland (= Alex-Taschenbücher, Band 55). Kinderbuchverlag, Berlin 1979 [6. Auflage 1990].
- Viktoria Ruika-Franz: Der Recke im Tigerfell – Eine alte Geschichte aus Georgien, nach Rustaweli in Prosa erzählt. Der Kinderbuchverlag, Berlin 1979.
- Alexej N. Tolstoi: Nikitas Kindheit (Buchfink-Bücher). Der Kinderbuchverlag, Berlin 1980.
- Das Luchsfellchen. Märchen slawischer Völker. Der Kinderbuchverlag, Berlin 1982.
- Angela Stachowa: Das Kind und der Schlangenkönig. Domowina-Verlag, Bautzen 1983.
- Brüder Grimm: Schön Hühnchen, schön Hähnchen. Märchen. (= Trompeterbücher, Band 172) Der Kinderbuchverlag, Berlin 1985.
- Ghassan Kanafani: Die kleine Laterne. Ein palästinensisches Märchen. Der Kinderbuchverlag, Berlin 1985.
- Wolf Spillner: Claas und die Wunderblume. Der Kinderbuchverlag, Berlin 1989.
- Friedrich Delius: Es geschah in Bethlehem, Die Weihnachtsgeschichte den Kindern erzählt. Agentur des Rauhen Hauses, Hamburg 1994.

### Schallplattenhüllen (Auswahl)
- 1965: Hans Naumilkat/Manfred Streubel: Immer lebe die Sonne!/Das Lied, das uns allen gefällt (Pionierlied – Eterna)
- 1965: Hans Christian Andersen: Däumelinchen – Regie: Renate Thormelen (Kinderhörspiel – Litera)
- 1966: Günther Feustel: Das Märchen vom springenden, singenden Brunnen – Regie: Theodor Popp (Kinderhörspiel – Litera)
- 1967: Andreas Bauer/Jiří Vršťala: Ein freier Tag mit Clown Ferdinand – Regie: Jiří Vršťala (Kinderhörspiel – Litera)
- 1970: Hans Christian Andersen: Die Nachtigall/Das häßliche junge Entlein – Regie: Dieter Scharfenberg (Kinderhörspiel – Litera)
- 1973: Hans Christian Andersen: Die wilden Schwäne/Der Schweinehirt – Regie: Edgar Kaufmann/Barbara Plensat (Kinderhörspiel – Litera)
- 1974: Brüder Grimm: Die kluge Bauerntochter – Regie: Dieter Scharfenberg (Kinderhörspiel – Litera)
- 1974: Alexej N. Tolstoi/Maxim Gorki: Das Rübchen/Der Fuchs und der Kranich/Die Geschichte vom kleinen Spatz – Regie: Peter Groeger (Kinderhörspiel – Litera)
- 1975: Brüder Grimm: Der gestiefelte Kater/Der Trommler – Regie: Dieter Scharfenberg (Kinderhörspiel – Litera)

## Einzelausstellungen (unvollständig)
- 1980 Berlin, Galerie des Staatlichen Kunsthandels (Grafik, Plastik)
- 1982 Karl-Marx-Stadt, Galerie Schmidt-Rottluff (Grafik, Spielplastik)
- 2009 Berlin, Galerie 100 („Aus der Zeit. Norbert Pohl. Arbeiten aus Vier Jahrzehnten“)
- 2013 Berlin, Gemeindehaus der Evangelischen Kirchengemeinde Berlin-Buch („Archen und Krippen“, Holzplastik und Grafik)
- 2015 Beeskow, Galerie auf Burg Beeskow („Die Häuser der Träume sind aus Holz“; mit Anna Maria Pohl und Eva-Maria Pohl)